# Billbergia viridiflora
Billbergia viridiflora är en gräsväxtart som beskrevs av Hermann Wendland. Billbergia viridiflora ingår i släktet Billbergia och familjen Bromeliaceae. Inga underarter finns listade i Catalogue of Life.